# 日本の刀工一覧
日本の刀工一覧（にほんのとうこういちらん）は、日本の著名な刀工（槍・薙刀製作者なども含む）一覧である。
- なお、当項目では創作、もしくは実在が不確実でも刀工として有名なものについては含めた。

## 著名刀工
平安時代～慶長期（古刀期）
- 安綱 - 童子切安綱が著名。在銘が確認できる刀工としては最古。
- 宗近 - 三日月宗近が著名。
- 吉光 - 粟田口吉光。短刀の名手。
- 来国俊 - 歌舞伎で有名
- 友成 - 厳島神社や春日大社など神社への奉納刀が多い。
- 一文字派 - 則宗は後鳥羽上皇の御番鍛冶を務めた。
- 正宗 - 相州伝の確立者。沸出来（にえでき）の美を追求した。
- 長光 - 備前長船派の著名刀工 。
- 信国 - 南北朝時代から江戸時代を通して信国派として幕末に至るまで綿々と続いた名門。
- 祐定 - 備前長船派の刀工。戦国時代に活躍。末古刀（すえことう）の代表刀工。
- 兼定（2代） - 通称ノサダ。「千両兼定」で有名。
- 兼元 - 「関の三本杉」。2代目は孫六兼元と呼ばれる。
- 村正 - 伊勢国桑名の刀工。別称は「千子村正」。徳川家代々に祟った「妖刀」伝説が有名。
- 同田貫 - 肥後国菊池の刀工集団。「胴太貫」の名で時代劇、劇画で有名な「子連れ狼」で知られる[注釈 1]。

慶長～現代（新刀、新々刀、現代刀期）
- 肥前国忠吉 - 俗に五字忠と呼ばれ、最上大業物。
- 康継 - 江戸幕府お抱え鍛冶。御紋康継。
- 虎徹（長曽祢興里） - 甲冑師だったが五十歳を過ぎてから刀工へ転身した。
- 津田助広 - 大阪新刀の華、涛瀾乱れを生み出す。
- 井上真改 - 助広と同じく大阪新刀の華。沸匂深い湾れ刃で知られ、「大阪正宗」と呼ばれる。
- 水心子正秀 - 新々刀の祖。全国に門弟を育て送り出す。
- 南海太郎朝尊 - 東の水心子正秀、西の南海太郎朝尊として幕末期の刀剣研究・教育者として知られている[1]。
- 源清麿  - 波瀾に富んだ生涯で知られる。
- 固山宗次 - 山田浅右衛門と親交があり、裁断銘（さいだんめい、罪人の死体で試し切をして切れ味を示した銘）が数多く遺されている[2]。
- 大和守安定 - 武蔵国の刀工。新刀上々作にして良業物。
- 細田直光 - 武蔵国の刀工。通称は鍛冶平であり、名工の銘を偽造して多くの偽銘刀を創り上げた偽銘の名人としても知られていた[3]。

## 国宝指定作がある刀工
- 山城国 - 三条宗近、久国（粟田口）、定利、吉光（粟田口・藤四郎）、国行（来）、来国俊、来国光、来国次、則国（粟田口）、国重（長谷部）。
- 大和国 - 包永（手掻）、延吉（千手院）、千手院長吉、貞吉（保昌）、国行（当麻）。
- 越中国 - 則重、郷義弘
- 相模国 - 国光（新藤五）、助真（鎌倉一文字）、行光（新藤五）、正宗、貞宗。
- 伯耆国 - 安綱、安家。
- 備前国 - 真恒（古備前）、包平（古備前）、友成（古備前）、信房（古備前）、正恒（古備前）、則宗（福岡一文字・備前太夫）、光忠（長船）、長光（長船）、景光（長船）、景政（長船・進士三郎）、国宗（備前三郎）、吉房（福岡一文字・藤次良）、吉房（福岡一文字・久五郎）、助光（吉岡一文字）、則房（片山一文字）、近景（長船）、長重（長船）、助包（古備前）、真光（長船）、吉平（福岡一文字・紀四郎）、倫光（長船）。
- 備中国 - 為次（古青江）、貞次（古青江）、康次（古青江）、正恒（古青江）、守利（古青江）。
- 豊後国 - 行平（紀新太夫）。
- 筑前国 - 左文字（大左）、行弘（左）。
- 筑後国 - 光世（三池典太）。